# Eleições parlamentares europeias de 2019 no distrito de Lisboa
| Eleições parlamentares europeias de 2019 Distritos: Aveiro \| Beja \| Braga \| Bragança \| Castelo Branco \| Coimbra \| Évora \| Faro \| Guarda \| Leiria \| Lisboa \| Portalegre \| Porto \| Santarém \| Setúbal \| Viana do Castelo \| Vila Real \| Viseu \| Açores \| Madeira \| Estrangeiro |

## Resultados por concelho
Os resultados nos concelhos do Distrito de Lisboa foram os seguintes:

### Alenquer
| Partido                 | Partido                                         | Votos  | %               | +/-  |
| ----------------------- | ----------------------------------------------- | ------ | --------------- | ---- |
|                         | Partido Socialista                              | 5 064  | 38,97 / 100,00  | 3,69 |
|                         | Partido Social Democrata                        | 1 780  | 13,70 / 100,00  | -    |
|                         | Coligação Democrática Unitária                  | 1 520  | 11,70 / 100,00  | 7,40 |
|                         | Bloco de Esquerda                               | 1 217  | 9,36 / 100,00   | 5,07 |
|                         | CDS – Partido Popular                           | 664    | 5,11 / 100,00   | -    |
|                         | Pessoas–Animais–Natureza                        | 566    | 4,36 / 100,00   | 2,90 |
|                         | Basta!                                          | 284    | 2,19 / 100,00   | 1,17 |
|                         | Aliança                                         | 256    | 1,97 / 100,00   | Novo |
|                         | LIVRE                                           | 199    | 1,53 / 100,00   | 0,65 |
|                         | Partido Comunista dos Trabalhadores Portugueses | 171    | 1,32 / 100,00   | 1,08 |
|                         | Outros (com menos de 1,00%)                     | 428    | 3,30 / 100,00   |      |
| Votos Inválidos         | Votos Inválidos                                 | 847    | 6,52 / 100,00   | 0,32 |
| Total                   | Total                                           | 12 996 | 100,00 / 100,00 |      |
| Eleitorado/Participação | Eleitorado/Participação                         | 35 409 | 36,70 / 100,00  | 1,44 |

| Freguesia                                  | %     | %     | %     | %     | %    | %    | %    | %    | %    | %    | Votantes |
| Freguesia                                  | PS    | PSD   | CDU   | BE    | CDS  | PAN  | B!   | A    | L    | PCTP | Votantes |
| ------------------------------------------ | ----- | ----- | ----- | ----- | ---- | ---- | ---- | ---- | ---- | ---- | -------- |
| Abrigada e Cabanas de Torres               | 40,78 | 11,35 | 16,31 | 9,15  | 4,40 | 2,34 | 1,63 | 1,77 | 0,85 | 1,91 | 1 410    |
| Aldeia Galega da Merceana e Aldeia Gavinha | 37,32 | 14,39 | 12,37 | 8,65  | 6,04 | 3,22 | 1,31 | 2,31 | 1,81 | 2,11 | 994      |
| Alenquer (Santo Estêvão e Triana)          | 35,74 | 14,20 | 10,44 | 10,67 | 6,10 | 4,77 | 2,66 | 2,08 | 2,54 | 1,16 | 3 458    |
| Carnota                                    | 41,04 | 15,99 | 11,75 | 6,74  | 4,05 | 3,66 | 1,73 | 1,16 | 0,58 | 1,73 | 519      |
| Carregado e Cadafais                       | 34,38 | 12,30 | 12,58 | 11,37 | 4,37 | 6,69 | 2,47 | 2,38 | 1,39 | 1,42 | 3 316    |
| Meca                                       | 50,26 | 12,26 | 13,99 | 5,87  | 2,94 | 2,42 | 1,38 | 1,21 | 1,73 | 0,35 | 579      |
| Olhalvo                                    | 43,42 | 16,69 | 12,45 | 5,94  | 5,52 | 3,54 | 1,70 | 1,70 | 0,99 | 0,71 | 707      |
| Ota                                        | 35,73 | 13,15 | 12,90 | 8,93  | 9,43 | 2,48 | 3,23 | 1,99 | 0,99 | 1,49 | 403      |
| Ribafria e Pereiro de Palhacana            | 48,28 | 14,34 | 9,09  | 8,28  | 4,44 | 2,22 | 1,21 | 1,21 | 1,01 | 1,21 | 495      |
| Ventosa                                    | 49,14 | 16,64 | 6,08  | 5,55  | 5,68 | 3,17 | 2,38 | 1,72 | 0,53 | 0,79 | 757      |
| Vila Verde dos Francos                     | 49,16 | 15,64 | 4,47  | 7,26  | 1,68 | 3,07 | 2,23 | 1,40 | 0,56 | 0,56 | 358      |
| Alenquer                                   | 38,97 | 13,70 | 11,70 | 9,36  | 5,11 | 4,36 | 2,19 | 1,97 | 1,53 | 1,32 | 12 996   |

### Amadora
| Partido                 | Partido                        | Votos   | %               | +/-  |
| ----------------------- | ------------------------------ | ------- | --------------- | ---- |
|                         | Partido Socialista             | 21 072  | 38,13 / 100,00  | 4,10 |
|                         | Partido Social Democrata       | 7 380   | 13,35 / 100,00  | -    |
|                         | Bloco de Esquerda              | 6 294   | 11,39 / 100,00  | 5,80 |
|                         | Coligação Democrática Unitária | 5 287   | 9,57 / 100,00   | 8,45 |
|                         | Pessoas–Animais–Natureza       | 3 619   | 6,55 / 100,00   | 4,22 |
|                         | CDS – Partido Popular          | 2 365   | 4,28 / 100,00   | -    |
|                         | Basta!                         | 1 318   | 2,38 / 100,00   | 1,41 |
|                         | Aliança                        | 1 268   | 2,29 / 100,00   | Novo |
|                         | LIVRE                          | 1 202   | 2,17 / 100,00   | 0,53 |
|                         | Nós, Cidadãos!                 | 640     | 1,16 / 100,00   | Novo |
|                         | Outros (com menos de 1,00%)    | 1 900   | 3,43 / 100,00   |      |
| Votos Inválidos         | Votos Inválidos                | 2 923   | 5,29 / 100,00   | 1,52 |
| Total                   | Total                          | 55 268  | 100,00 / 100,00 |      |
| Eleitorado/Participação | Eleitorado/Participação        | 144 986 | 38,12 / 100,00  | 0,54 |

| Freguesia             | %     | %     | %     | %     | %    | %    | %    | %    | %    | %    | Votantes |
| Freguesia             | PS    | PSD   | BE    | CDU   | PAN  | CDS  | B!   | A    | L    | NC!  | Votantes |
| --------------------- | ----- | ----- | ----- | ----- | ---- | ---- | ---- | ---- | ---- | ---- | -------- |
| Águas Livres          | 40,56 | 13,23 | 11,25 | 9,57  | 6,23 | 3,67 | 2,15 | 2,03 | 1,67 | 1,17 | 11 927   |
| Alfragide             | 28,86 | 17,04 | 11,96 | 6,09  | 7,68 | 7,96 | 2,54 | 3,83 | 3,94 | 1,42 | 6 272    |
| Encosta do Sol        | 40,62 | 12,01 | 10,62 | 9,92  | 5,82 | 4,19 | 2,27 | 2,10 | 2,50 | 1,15 | 8 363    |
| Falagueira-Venda Nova | 41,16 | 11,23 | 11,72 | 12,24 | 6,37 | 2,87 | 2,10 | 1,95 | 1,86 | 0,97 | 7 082    |
| Mina de Água          | 37,90 | 13,14 | 11,39 | 9,49  | 6,68 | 3,78 | 2,83 | 2,14 | 1,87 | 1,13 | 12 880   |
| Venteira              | 36,94 | 14,20 | 11,63 | 9,66  | 6,82 | 4,44 | 2,28 | 2,25 | 1,99 | 1,16 | 8 744    |
| Amadora               | 38,13 | 13,35 | 11,39 | 9,57  | 6,55 | 4,28 | 2,38 | 2,29 | 2,17 | 1,16 | 55 268   |

### Arruda de Vinhos
| Partido                 | Partido                        | Votos  | %               | +/-  |
| ----------------------- | ------------------------------ | ------ | --------------- | ---- |
|                         | Partido Socialista             | 1 576  | 35,84 / 100,00  | 4,20 |
|                         | Partido Social Democrata       | 782    | 17,78 / 100,00  | -    |
|                         | Bloco de Esquerda              | 402    | 9,14 / 100,00   | 4,80 |
|                         | Coligação Democrática Unitária | 327    | 7,44 / 100,00   | 6,54 |
|                         | CDS – Partido Popular          | 278    | 6,32 / 100,00   | -    |
|                         | Pessoas–Animais–Natureza       | 271    | 6,16 / 100,00   | 4,50 |
|                         | Aliança                        | 95     | 2,16 / 100,00   | Novo |
|                         | Basta!                         | 87     | 1,98 / 100,00   | 0,75 |
|                         | LIVRE                          | 71     | 1,61 / 100,00   | 0,81 |
|                         | Nós, Cidadãos!                 | 46     | 1,05 / 100,00   | Novo |
|                         | Outros (com menos de 1,00%)    | 144    | 3,28 / 100,00   |      |
| Votos Inválidos         | Votos Inválidos                | 318    | 7,23 / 100,00   | 1,95 |
| Total                   | Total                          | 4 397  | 100,00 / 100,00 |      |
| Eleitorado/Participação | Eleitorado/Participação        | 10 972 | 40,07 / 100,00  | 4,71 |

| Freguesia           | %     | %     | %    | %     | %    | %    | %    | %    | %    | %    | Votantes |
| Freguesia           | PS    | PSD   | BE   | CDU   | CDS  | PAN  | A    | B!   | L    | NC!  | Votantes |
| ------------------- | ----- | ----- | ---- | ----- | ---- | ---- | ---- | ---- | ---- | ---- | -------- |
| Arranhó             | 38,23 | 27,97 | 7,85 | 4,56  | 6,20 | 3,04 | 1,90 | 1,27 | 0,76 | 0,51 | 790      |
| Arruda dos Vinhos   | 34,34 | 15,71 | 9,80 | 7,91  | 6,67 | 6,77 | 2,51 | 2,20 | 1,96 | 1,17 | 2 909    |
| Cardosas            | 34,18 | 18,18 | 7,64 | 10,91 | 4,73 | 8,36 | 0,73 | 2,18 | 0,36 | 0,73 | 275      |
| Santiago dos Velhos | 42,79 | 12,77 | 8,04 | 7,33  | 5,20 | 6,38 | 1,18 | 1,65 | 1,65 | 1,42 | 423      |
| Arruda dos Vinhos   | 35,84 | 17,78 | 9,14 | 7,44  | 6,32 | 6,16 | 2,16 | 1,98 | 1,61 | 1,05 | 4 397    |

### Azambuja
| Partido                 | Partido                                         | Votos  | %               | +/-  |
| ----------------------- | ----------------------------------------------- | ------ | --------------- | ---- |
|                         | Partido Socialista                              | 2 346  | 36,21 / 100,00  | 3,02 |
|                         | Partido Social Democrata                        | 824    | 12,72 / 100,00  | -    |
|                         | Coligação Democrática Unitária                  | 792    | 12,23 / 100,00  | 7,59 |
|                         | Bloco de Esquerda                               | 770    | 11,89 / 100,00  | 6,64 |
|                         | Pessoas–Animais–Natureza                        | 280    | 4,32 / 100,00   | 2,49 |
|                         | CDS – Partido Popular                           | 266    | 4,11 / 100,00   | -    |
|                         | Basta!                                          | 137    | 2,11 / 100,00   | 1,24 |
|                         | Aliança                                         | 122    | 1,88 / 100,00   | Novo |
|                         | LIVRE                                           | 120    | 1,85 / 100,00   | 0,44 |
|                         | Partido Comunista dos Trabalhadores Portugueses | 98     | 1,51 / 100,00   | 1,35 |
|                         | Outros (com menos de 1,00%)                     | 198    | 3,07 / 100,00   |      |
| Votos Inválidos         | Votos Inválidos                                 | 525    | 8,10 / 100,00   | 0,53 |
| Total                   | Total                                           | 6 478  | 100,00 / 100,00 |      |
| Eleitorado/Participação | Eleitorado/Participação                         | 17 551 | 36,91 / 100,00  | 1,29 |

| Freguesia                                          | %     | %     | %     | %     | %    | %    | %    | %    | %    | %    | Votantes |
| Freguesia                                          | PS    | PSD   | CDU   | BE    | PAN  | CDS  | B!   | A    | L    | PCTP | Votantes |
| -------------------------------------------------- | ----- | ----- | ----- | ----- | ---- | ---- | ---- | ---- | ---- | ---- | -------- |
| Alcoentre                                          | 44,49 | 15,95 | 6,10  | 10,51 | 3,24 | 2,85 | 2,59 | 1,56 | 1,04 | 1,04 | 771      |
| Aveiras de Baixo                                   | 33,74 | 11,52 | 11,52 | 10,49 | 6,79 | 5,56 | 2,26 | 2,06 | 1,44 | 2,67 | 486      |
| Aveiras de Cima                                    | 38,14 | 9,47  | 17,63 | 12,27 | 4,61 | 2,72 | 1,32 | 0,82 | 1,07 | 1,65 | 1 214    |
| Azambuja                                           | 32,61 | 13,60 | 10,65 | 12,30 | 4,44 | 5,97 | 2,40 | 2,63 | 1,61 | 1,45 | 2 545    |
| Manique do Intendente, V.N. de São Pedro e Maçussa | 34,09 | 15,59 | 15,97 | 10,77 | 3,30 | 1,77 | 1,65 | 1,01 | 4,69 | 1,52 | 789      |
| Vale do Paraíso                                    | 43,80 | 6,34  | 13,50 | 14,88 | 2,75 | 1,93 | 1,65 | 1,38 | 2,75 | 1,65 | 363      |
| Vila Nova da Rainha                                | 38,06 | 12,26 | 9,35  | 11,94 | 5,48 | 3,55 | 3,23 | 3,23 | 1,29 | 0,65 | 310      |
| Azambuja                                           | 36,21 | 12,72 | 12,23 | 11,89 | 4,32 | 4,11 | 2,11 | 1,88 | 1,85 | 1,51 | 6 478    |

### Cadaval
| Partido                 | Partido                        | Votos  | %               | +/-  |
| ----------------------- | ------------------------------ | ------ | --------------- | ---- |
|                         | Partido Socialista             | 1 571  | 37,49 / 100,00  | 0,40 |
|                         | Partido Social Democrata       | 1 095  | 26,13 / 100,00  | -    |
|                         | Bloco de Esquerda              | 286    | 6,82 / 100,00   | 4,20 |
|                         | CDS – Partido Popular          | 200    | 4,77 / 100,00   | -    |
|                         | Pessoas–Animais–Natureza       | 173    | 4,13 / 100,00   | 2,93 |
|                         | Coligação Democrática Unitária | 167    | 3,98 / 100,00   | 3,99 |
|                         | Basta!                         | 83     | 1,98 / 100,00   | 1,06 |
|                         | Aliança                        | 69     | 1,65 / 100,00   | Novo |
|                         | Outros (com menos de 1,00%)    | 180    | 4,30 / 100,00   |      |
| Votos Inválidos         | Votos Inválidos                | 367    | 8,75 / 100,00   | 1,11 |
| Total                   | Total                          | 4 191  | 100,00 / 100,00 |      |
| Eleitorado/Participação | Eleitorado/Participação        | 11 848 | 35,37 / 100,00  | 0,87 |

| Freguesia            | %     | %     | %    | %    | %    | %    | %    | %    | Votantes |
| Freguesia            | PS    | PSD   | BE   | CDS  | PAN  | CDU  | B!   | A    | Votantes |
| -------------------- | ----- | ----- | ---- | ---- | ---- | ---- | ---- | ---- | -------- |
| Alguber              | 43,54 | 24,49 | 8,16 | 5,10 | 3,06 | 3,06 | 1,36 | 0,34 | 294      |
| Cadaval e Pero Moniz | 33,54 | 24,76 | 8,05 | 5,22 | 3,66 | 4,60 | 2,72 | 1,99 | 957      |
| Lamas e Cercal       | 44,22 | 21,35 | 6,41 | 3,83 | 4,89 | 3,56 | 2,49 | 1,33 | 1 124    |
| Painho e Figueiros   | 39,59 | 28,52 | 6,19 | 2,63 | 3,56 | 4,69 | 0,94 | 1,13 | 533      |
| Peral                | 30,14 | 31,85 | 7,88 | 5,82 | 3,42 | 7,19 | 2,05 | 2,05 | 292      |
| Vermelha             | 40,50 | 31,35 | 4,35 | 4,81 | 4,81 | 2,75 | 1,37 | 1,14 | 437      |
| Vilar                | 26,90 | 29,60 | 6,86 | 7,22 | 4,33 | 2,89 | 1,44 | 3,07 | 554      |
| Cadaval              | 37,49 | 26,13 | 6,82 | 4,77 | 4,13 | 3,98 | 1,98 | 1,65 | 4 191    |

### Cascais
| Partido                 | Partido                        | Votos   | %               | +/-  |
| ----------------------- | ------------------------------ | ------- | --------------- | ---- |
|                         | Partido Socialista             | 19 294  | 28,12 / 100,00  | 2,30 |
|                         | Partido Social Democrata       | 13 729  | 20,01 / 100,00  | -    |
|                         | CDS – Partido Popular          | 7 646   | 11,15 / 100,00  | -    |
|                         | Bloco de Esquerda              | 6 545   | 9,54 / 100,00   | 4,60 |
|                         | Pessoas–Animais–Natureza       | 5 199   | 7,58 / 100,00   | 4,83 |
|                         | Coligação Democrática Unitária | 3 979   | 5,80 / 100,00   | 6,14 |
|                         | Aliança                        | 2 524   | 3,68 / 100,00   | Novo |
|                         | LIVRE                          | 1 721   | 2,51 / 100,00   | 1,09 |
|                         | Basta!                         | 1 320   | 1,92 / 100,00   | 0,63 |
|                         | Iniciativa Liberal             | 1 026   | 1,50 / 100,00   | Novo |
|                         | Nós, Cidadãos!                 | 821     | 1,20 / 100,00   | Novo |
|                         | Outros (com menos de 1,00%)    | 1 563   | 2,28 / 100,00   |      |
| Votos Inválidos         | Votos Inválidos                | 3 234   | 4,71 / 100,00   | 2,24 |
| Total                   | Total                          | 68 601  | 100,00 / 100,00 |      |
| Eleitorado/Participação | Eleitorado/Participação        | 177 717 | 38,60 / 100,00  | 3,55 |

| Freguesia            | %     | %     | %     | %     | %    | %    | %    | %    | %    | %    | %    | Votantes |
| Freguesia            | PS    | PSD   | CDS   | BE    | PAN  | CDU  | A    | L    | B!   | IL   | NC!  | Votantes |
| -------------------- | ----- | ----- | ----- | ----- | ---- | ---- | ---- | ---- | ---- | ---- | ---- | -------- |
| Alcabideche          | 31,53 | 19,08 | 10,18 | 8,91  | 7,10 | 5,45 | 3,45 | 1,64 | 2,00 | 1,13 | 1,20 | 12 044   |
| Carcavelos e Parede  | 27,14 | 20,44 | 9,61  | 10,92 | 8,27 | 5,60 | 4,01 | 3,39 | 1,59 | 1,50 | 1,24 | 17 585   |
| Cascais e Estoril    | 22,43 | 23,64 | 17,68 | 7,80  | 6,86 | 4,28 | 4,38 | 2,54 | 1,88 | 2,09 | 1,10 | 20 920   |
| São Domingos de Rana | 33,41 | 16,01 | 5,72  | 10,63 | 8,05 | 7,99 | 2,69 | 2,19 | 2,25 | 1,05 | 1,26 | 18 052   |
| Cascais              | 28,12 | 20,01 | 11,15 | 9,54  | 7,58 | 5,80 | 3,68 | 2,51 | 1,92 | 1,50 | 1,20 | 68 601   |

### Lisboa
| Partido                 | Partido                        | Votos   | %               | +/-  |
| ----------------------- | ------------------------------ | ------- | --------------- | ---- |
|                         | Partido Socialista             | 64 606  | 29,40 / 100,00  | 0,18 |
|                         | Partido Social Democrata       | 38 907  | 17,70 / 100,00  | -    |
|                         | Bloco de Esquerda              | 23 492  | 10,69 / 100,00  | 5,37 |
|                         | CDS – Partido Popular          | 20 797  | 9,46 / 100,00   | -    |
|                         | Coligação Democrática Unitária | 15 285  | 6,95 / 100,00   | 6,63 |
|                         | Pessoas–Animais–Natureza       | 14 493  | 6,59 / 100,00   | 4,19 |
|                         | LIVRE                          | 9 789   | 4,45 / 100,00   | 0,95 |
|                         | Aliança                        | 8 644   | 3,93 / 100,00   | Novo |
|                         | Iniciativa Liberal             | 4 492   | 2,04 / 100,00   | Novo |
|                         | Basta!                         | 3 615   | 1,64 / 100,00   | 0,54 |
|                         | Nós, Cidadãos!                 | 2 231   | 1,02 / 100,00   | Novo |
|                         | Outros (com menos de 1,00%)    | 4 223   | 1,93 / 100,00   |      |
| Votos Inválidos         | Votos Inválidos                | 9 197   | 4,18 / 100,00   | 2,05 |
| Total                   | Total                          | 219 771 | 100,00 / 100,00 |      |
| Eleitorado/Participação | Eleitorado/Participação        | 484 877 | 45,33 / 100,00  | 4,03 |

| Freguesia               | %     | %     | %     | %     | %     | %    | %    | %    | %    | %    | %    | Votantes |
| Freguesia               | PS    | PSD   | BE    | CDS   | CDU   | PAN  | L    | A    | IL   | B!   | NC!  | Votantes |
| ----------------------- | ----- | ----- | ----- | ----- | ----- | ---- | ---- | ---- | ---- | ---- | ---- | -------- |
| Ajuda                   | 40,24 | 11,64 | 9,79  | 5,80  | 11,40 | 6,21 | 2,59 | 2,64 | 0,96 | 1,70 | 0,61 | 5 412    |
| Alcântara               | 32,93 | 14,85 | 10,99 | 8,36  | 8,56  | 6,59 | 4,48 | 3,50 | 1,70 | 1,02 | 1,12 | 5 177    |
| Alvalade                | 23,25 | 21,27 | 10,70 | 11,96 | 5,41  | 6,86 | 4,97 | 5,07 | 2,43 | 1,39 | 0,96 | 15 563   |
| Areeiro                 | 22,97 | 22,26 | 9,68  | 11,92 | 4,87  | 7,04 | 5,57 | 5,08 | 2,66 | 1,35 | 0,98 | 9 731    |
| Arroios                 | 25,82 | 15,89 | 14,03 | 7,52  | 7,34  | 8,43 | 7,23 | 3,43 | 1,72 | 1,31 | 1,16 | 11 893   |
| Avenidas Novas          | 21,95 | 21,05 | 8,76  | 15,50 | 4,57  | 5,88 | 5,38 | 6,03 | 3,67 | 1,47 | 0,99 | 10 919   |
| Beato                   | 39,64 | 13,04 | 11,23 | 4,85  | 9,22  | 6,12 | 2,83 | 2,00 | 0,99 | 2,23 | 0,97 | 4 347    |
| Belém                   | 23,00 | 22,10 | 8,22  | 16,69 | 5,11  | 5,33 | 4,62 | 5,27 | 2,70 | 1,56 | 1,10 | 7 442    |
| Benfica                 | 34,48 | 17,12 | 10,92 | 6,79  | 7,51  | 6,19 | 3,40 | 3,14 | 1,31 | 1,55 | 0,97 | 15 546   |
| Campo de Ourique        | 26,75 | 18,82 | 9,75  | 11,68 | 6,22  | 6,88 | 4,93 | 4,63 | 2,51 | 1,30 | 0,85 | 9 597    |
| Campolide               | 32,46 | 16,16 | 10,29 | 9,47  | 7,22  | 6,08 | 3,44 | 3,74 | 2,20 | 1,60 | 0,98 | 5 638    |
| Carnide                 | 30,40 | 17,75 | 9,81  | 8,35  | 8,99  | 5,95 | 4,00 | 3,35 | 1,66 | 1,60 | 1,24 | 7 734    |
| Estrela                 | 21,70 | 19,58 | 8,28  | 18,59 | 5,12  | 5,55 | 5,12 | 5,83 | 3,17 | 1,67 | 0,80 | 8 203    |
| Lumiar                  | 26,16 | 20,62 | 10,20 | 10,67 | 5,17  | 6,31 | 4,56 | 4,82 | 2,77 | 1,70 | 1,25 | 20 267   |
| Marvila                 | 44,73 | 10,17 | 10,47 | 3,05  | 9,59  | 5,88 | 1,81 | 1,76 | 0,65 | 2,63 | 0,75 | 10 996   |
| Misericórdia            | 30,37 | 13,48 | 12,17 | 7,97  | 8,49  | 7,13 | 6,51 | 4,15 | 2,05 | 1,36 | 0,64 | 4 192    |
| Olivais                 | 33,87 | 15,23 | 11,15 | 5,98  | 9,06  | 7,15 | 3,13 | 2,91 | 1,21 | 2,18 | 1,08 | 13 018   |
| Parque das Nações       | 29,00 | 19,62 | 9,73  | 8,87  | 5,34  | 6,64 | 4,30 | 3,82 | 3,05 | 1,75 | 1,35 | 8 421    |
| Penha de França         | 31,46 | 13,96 | 15,44 | 4,59  | 8,93  | 8,03 | 4,65 | 2,96 | 1,12 | 1,62 | 0,79 | 10 004   |
| Santa Clara             | 37,75 | 13,92 | 9,69  | 6,06  | 8,03  | 6,31 | 2,73 | 2,51 | 1,20 | 2,56 | 1,33 | 6 337    |
| Santa Maria Maior       | 36,14 | 10,55 | 12,63 | 5,86  | 11,05 | 6,33 | 4,95 | 2,58 | 1,41 | 1,67 | 0,82 | 3 412    |
| Santo António           | 22,43 | 18,97 | 11,18 | 13,92 | 5,73  | 6,30 | 6,52 | 4,51 | 2,86 | 1,37 | 1,19 | 5 028    |
| São Domingos de Benfica | 26,45 | 22,05 | 9,93  | 11,12 | 5,03  | 6,50 | 4,25 | 4,31 | 2,14 | 1,53 | 1,03 | 16 039   |
| São Vicente             | 32,77 | 13,35 | 13,74 | 4,65  | 10,48 | 7,93 | 5,77 | 2,14 | 1,09 | 1,19 | 0,84 | 4 855    |
| Lisboa                  | 29,40 | 17,70 | 10,69 | 9,46  | 6,95  | 6,59 | 4,45 | 3,93 | 2,04 | 1,64 | 1,02 | 219 771  |

### Loures
| Partido                 | Partido                                         | Votos   | %               | +/-   |
| ----------------------- | ----------------------------------------------- | ------- | --------------- | ----- |
|                         | Partido Socialista                              | 25 207  | 36,99 / 100,00  | 5,09  |
|                         | Partido Social Democrata                        | 9 214   | 13,52 / 100,00  | -     |
|                         | Coligação Democrática Unitária                  | 8 665   | 12,72 / 100,00  | 10,82 |
|                         | Bloco de Esquerda                               | 6 378   | 9,36 / 100,00   | 4,84  |
|                         | Pessoas–Animais–Natureza                        | 4 154   | 6,10 / 100,00   | 4,05  |
|                         | CDS – Partido Popular                           | 2 779   | 4,08 / 100,00   | -     |
|                         | Basta!                                          | 1 993   | 2,92 / 100,00   | 2,12  |
|                         | Aliança                                         | 1 262   | 1,85 / 100,00   | Novo  |
|                         | LIVRE                                           | 1 199   | 1,76 / 100,00   | 0,55  |
|                         | Partido Comunista dos Trabalhadores Portugueses | 727     | 1,07 / 100,00   | 0,91  |
|                         | Outros (com menos de 1,00%)                     | 2 589   | 3,81 / 100,00   |       |
| Votos Inválidos         | Votos Inválidos                                 | 3 976   | 5,84 / 100,00   | 0,84  |
| Total                   | Total                                           | 68 143  | 100,00 / 100,00 |       |
| Eleitorado/Participação | Eleitorado/Participação                         | 168 206 | 40,51 / 100,00  | 0,11  |

| Freguesia                                         | %     | %     | %     | %     | %    | %    | %    | %    | %    | %    | Votantes |
| Freguesia                                         | PS    | PSD   | CDU   | BE    | PAN  | CDS  | B!   | A    | L    | PCTP | Votantes |
| ------------------------------------------------- | ----- | ----- | ----- | ----- | ---- | ---- | ---- | ---- | ---- | ---- | -------- |
| Bucelas                                           | 37,90 | 10,79 | 16,27 | 9,08  | 5,36 | 3,96 | 2,32 | 1,46 | 1,71 | 1,34 | 1 641    |
| Camarate, Unhos e Apelação                        | 43,83 | 10,35 | 14,41 | 7,13  | 4,66 | 3,40 | 3,48 | 1,21 | 1,25 | 1,46 | 9 256    |
| Fanhões                                           | 34,99 | 13,80 | 17,55 | 7,95  | 3,64 | 5,41 | 2,76 | 0,99 | 1,10 | 2,43 | 906      |
| Loures                                            | 32,56 | 15,37 | 11,02 | 10,27 | 6,72 | 4,77 | 3,61 | 2,24 | 2,18 | 0,95 | 9 874    |
| Lousa                                             | 33,02 | 21,98 | 10,84 | 8,88  | 5,37 | 4,13 | 2,68 | 0,93 | 1,75 | 1,24 | 969      |
| Moscavide e Portela                               | 33,91 | 20,30 | 7,30  | 8,92  | 5,65 | 6,38 | 2,11 | 3,38 | 2,43 | 0,55 | 8 972    |
| Sacavém e Prior Velho                             | 37,64 | 12,32 | 12,70 | 9,42  | 6,47 | 4,32 | 2,68 | 2,12 | 1,83 | 0,78 | 8 473    |
| Santa Iria de Azoia, São João da Talha e Bobadela | 37,57 | 11,64 | 15,77 | 9,44  | 6,51 | 2,80 | 2,66 | 1,30 | 1,30 | 1,19 | 16 402   |
| Santo Antão e São Julião do Tojal                 | 36,86 | 10,31 | 19,21 | 7,06  | 5,30 | 3,35 | 3,53 | 1,34 | 1,59 | 1,52 | 2 832    |
| Santo António dos Cavaleiros e Frielas            | 36,72 | 13,12 | 9,65  | 11,91 | 6,95 | 3,92 | 3,11 | 1,72 | 2,05 | 1,01 | 8 818    |
| Loures                                            | 36,99 | 13,52 | 12,72 | 9,36  | 6,10 | 4,08 | 2,92 | 1,85 | 1,76 | 1,07 | 68 143   |

### Lourinhã
| Partido                 | Partido                        | Votos  | %               | +/-  |
| ----------------------- | ------------------------------ | ------ | --------------- | ---- |
|                         | Partido Socialista             | 2 533  | 31,37 / 100,00  | 5,59 |
|                         | Partido Social Democrata       | 2 162  | 26,77 / 100,00  | -    |
|                         | Bloco de Esquerda              | 659    | 8,16 / 100,00   | 4,24 |
|                         | CDS – Partido Popular          | 523    | 6,48 / 100,00   | -    |
|                         | Pessoas–Animais–Natureza       | 424    | 5,25 / 100,00   | 3,44 |
|                         | Coligação Democrática Unitária | 257    | 3,18 / 100,00   | 3,05 |
|                         | Basta!                         | 201    | 2,49 / 100,00   | 1,41 |
|                         | Aliança                        | 137    | 1,70 / 100,00   | Novo |
|                         | LIVRE                          | 121    | 1,50 / 100,00   | 0,03 |
|                         | Outros (com menos de 1,00%)    | 307    | 3,80 / 100,00   |      |
| Votos Inválidos         | Votos Inválidos                | 751    | 9,30 / 100,00   | 1,26 |
| Total                   | Total                          | 8 075  | 100,00 / 100,00 |      |
| Eleitorado/Participação | Eleitorado/Participação        | 22 978 | 35,14 / 100,00  | 1,29 |

| Freguesia                           | %     | %     | %     | %     | %    | %    | %    | %    | %    | Votantes |
| Freguesia                           | PS    | PSD   | BE    | CDS   | PAN  | CDU  | B!   | A    | L    | Votantes |
| ----------------------------------- | ----- | ----- | ----- | ----- | ---- | ---- | ---- | ---- | ---- | -------- |
| Lourinhã e Atalaia                  | 30,62 | 24,60 | 10,65 | 6,07  | 5,43 | 3,49 | 2,43 | 2,22 | 1,63 | 3 870    |
| Miragaia e Marteleira               | 34,87 | 28,18 | 6,31  | 3,96  | 5,66 | 2,45 | 3,30 | 1,41 | 1,13 | 1 061    |
| Moita dos Ferreiros                 | 26,29 | 35,78 | 4,96  | 10,34 | 2,80 | 1,94 | 0,86 | 1,29 | 2,59 | 464      |
| Reguengo Grande                     | 39,25 | 21,50 | 8,64  | 3,50  | 4,21 | 6,54 | 1,64 | 0,70 | 1,40 | 428      |
| Ribamar                             | 29,67 | 32,00 | 4,00  | 9,67  | 4,83 | 2,00 | 1,50 | 1,00 | 1,00 | 600      |
| Santa Bárbara                       | 25,72 | 31,01 | 5,75  | 8,77  | 7,41 | 2,42 | 2,72 | 1,51 | 1,51 | 661      |
| São Bartolomeu dos Galegos e Moledo | 38,80 | 21,80 | 6,00  | 8,20  | 3,60 | 3,20 | 2,20 | 1,40 | 1,60 | 500      |
| Vimeiro                             | 29,74 | 29,94 | 5,70  | 5,30  | 5,50 | 3,05 | 4,68 | 0,81 | 0,81 | 491      |
| Lourinhã                            | 31,37 | 26,77 | 8,16  | 6,48  | 5,25 | 3,18 | 2,49 | 1,70 | 1,50 | 8 075    |

### Mafra
| Partido                 | Partido                        | Votos  | %               | +/-  |
| ----------------------- | ------------------------------ | ------ | --------------- | ---- |
|                         | Partido Socialista             | 7 768  | 30,08 / 100,00  | 4,02 |
|                         | Partido Social Democrata       | 5 627  | 21,79 / 100,00  | -    |
|                         | Bloco de Esquerda              | 2 463  | 9,54 / 100,00   | 4,60 |
|                         | Pessoas–Animais–Natureza       | 1 980  | 7,67 / 100,00   | 4,84 |
|                         | CDS – Partido Popular          | 1 489  | 5,77 / 100,00   | -    |
|                         | Coligação Democrática Unitária | 1 328  | 5,14 / 100,00   | 6,40 |
|                         | Aliança                        | 702    | 2,72 / 100,00   | Novo |
|                         | Basta!                         | 630    | 2,44 / 100,00   | 1,27 |
|                         | LIVRE                          | 535    | 2,07 / 100,00   | 0,73 |
|                         | Nós, Cidadãos!                 | 289    | 1,12 / 100,00   | Novo |
|                         | Outros (com menos de 1,00%)    | 925    | 3,58 / 100,00   |      |
| Votos Inválidos         | Votos Inválidos                | 2 090  | 8,09 / 100,00   | 1,93 |
| Total                   | Total                          | 25 826 | 100,00 / 100,00 |      |
| Eleitorado/Participação | Eleitorado/Participação        | 65 167 | 39,63 / 100,00  | 4,34 |

| Freguesia                                        | %     | %     | %     | %     | %    | %    | %    | %    | %    | %    | Votantes |
| Freguesia                                        | PS    | PSD   | BE    | PAN   | CDS  | CDU  | A    | B!   | L    | NC!  | Votantes |
| ------------------------------------------------ | ----- | ----- | ----- | ----- | ---- | ---- | ---- | ---- | ---- | ---- | -------- |
| Azueira e Sobral da Abelheira                    | 40,42 | 21,38 | 6,44  | 5,47  | 4,91 | 4,15 | 1,52 | 1,18 | 1,45 | 0,48 | 1 445    |
| Carvoeira                                        | 26,17 | 16,93 | 12,50 | 10,03 | 5,21 | 7,55 | 4,82 | 1,43 | 3,78 | 1,17 | 768      |
| Encarnação                                       | 21,44 | 39,58 | 5,23  | 5,10  | 6,88 | 2,78 | 2,05 | 1,79 | 1,52 | 0,86 | 1 511    |
| Enxara do Bispo, Gradil e Vila Franca do Rosário | 33,99 | 22,22 | 9,04  | 5,84  | 5,74 | 4,71 | 2,26 | 1,41 | 1,69 | 0,94 | 1 062    |
| Ericeira                                         | 31,28 | 18,95 | 10,91 | 8,54  | 6,48 | 5,38 | 3,39 | 2,26 | 2,52 | 1,01 | 3 456    |
| Igreja Nova e Cheleiros                          | 32,29 | 25,65 | 6,50  | 7,55  | 4,26 | 3,28 | 3,42 | 2,66 | 1,33 | 1,47 | 1 431    |
| Mafra                                            | 29,14 | 18,76 | 11,49 | 7,95  | 5,44 | 5,73 | 2,95 | 2,56 | 2,45 | 1,34 | 6 173    |
| Malveira e São Miguel de Alcainça                | 28,54 | 21,98 | 11,28 | 7,22  | 6,14 | 5,37 | 2,74 | 2,97 | 1,74 | 1,24 | 2 589    |
| Milharado                                        | 29,56 | 21,25 | 8,48  | 7,63  | 6,06 | 5,00 | 2,33 | 2,97 | 1,70 | 0,76 | 2 358    |
| Santo Isidoro                                    | 30,00 | 23,27 | 7,89  | 8,57  | 5,51 | 4,56 | 1,36 | 2,38 | 1,70 | 1,43 | 1 470    |
| Venda do Pinheiro e Santo Estêvão das Galés      | 30,28 | 21,39 | 8,76  | 8,36  | 5,87 | 5,81 | 2,64 | 2,92 | 2,16 | 1,12 | 3 563    |
| Mafra                                            | 30,08 | 21,79 | 9,54  | 7,67  | 5,77 | 5,14 | 2,72 | 2,44 | 2,07 | 1,12 | 25 826   |

### Odivelas
| Partido                 | Partido                        | Votos   | %               | +/-  |
| ----------------------- | ------------------------------ | ------- | --------------- | ---- |
|                         | Partido Socialista             | 17 758  | 37,53 / 100,00  | 3,91 |
|                         | Partido Social Democrata       | 7 107   | 15,02 / 100,00  | -    |
|                         | Bloco de Esquerda              | 5 015   | 10,60 / 100,00  | 4,98 |
|                         | Coligação Democrática Unitária | 3 830   | 8,09 / 100,00   | 7,85 |
|                         | Pessoas–Animais–Natureza       | 3 244   | 6,86 / 100,00   | 4,37 |
|                         | CDS – Partido Popular          | 1 974   | 4,17 / 100,00   | -    |
|                         | Basta!                         | 1 288   | 2,72 / 100,00   | 1,78 |
|                         | Aliança                        | 1 027   | 2,17 / 100,00   | Novo |
|                         | LIVRE                          | 874     | 1,85 / 100,00   | 0,88 |
|                         | Nós, Cidadãos!                 | 495     | 1,05 / 100,00   | Novo |
|                         | Outros (com menos de 1,00%)    | 1 794   | 3,79 / 100,00   |      |
| Votos Inválidos         | Votos Inválidos                | 2 913   | 6,15 / 100,00   | 0,98 |
| Total                   | Total                          | 47 319  | 100,00 / 100,00 |      |
| Eleitorado/Participação | Eleitorado/Participação        | 126 221 | 37,49 / 100,00  | 0,49 |

| Partido                              | %     | %     | %     | %    | %    | %    | %    | %    | %    | %    | Votantes |
| Partido                              | PS    | PSD   | BE    | CDU  | PAN  | CDS  | B!   | A    | L    | NC!  | Votantes |
| ------------------------------------ | ----- | ----- | ----- | ---- | ---- | ---- | ---- | ---- | ---- | ---- | -------- |
| Odivelas                             | 37,00 | 15,67 | 11,02 | 7,78 | 6,92 | 4,18 | 2,52 | 2,42 | 2,00 | 1,00 | 19 380   |
| Pontinha e Famões                    | 40,16 | 14,07 | 9,27  | 8,94 | 6,01 | 3,79 | 2,89 | 1,94 | 1,57 | 1,14 | 11 022   |
| Póvoa de Santo Adrião e Olival Basto | 40,79 | 15,03 | 10,35 | 8,39 | 6,35 | 4,19 | 1,83 | 1,72 | 1,62 | 0,81 | 5 683    |
| Ramada e Caneças                     | 34,22 | 14,83 | 11,30 | 7,66 | 7,82 | 4,51 | 3,35 | 2,19 | 1,98 | 1,16 | 11 234   |
| Odivelas                             | 37,53 | 15,02 | 10,60 | 8,09 | 6,86 | 4,17 | 2,72 | 2,17 | 1,85 | 1,05 | 47 319   |

### Oeiras
| Partido                 | Partido                        | Votos   | %               | +/-  |
| ----------------------- | ------------------------------ | ------- | --------------- | ---- |
|                         | Partido Socialista             | 19 693  | 29,53 / 100,00  | 2,15 |
|                         | Partido Social Democrata       | 11 973  | 17,95 / 100,00  | -    |
|                         | Bloco de Esquerda              | 7 229   | 10,84 / 100,00  | 5,03 |
|                         | CDS – Partido Popular          | 5 745   | 8,62 / 100,00   | -    |
|                         | Pessoas–Animais–Natureza       | 5 258   | 7,88 / 100,00   | 5,08 |
|                         | Coligação Democrática Unitária | 4 364   | 6,54 / 100,00   | 6,91 |
|                         | Aliança                        | 2 371   | 3,56 / 100,00   | Novo |
|                         | LIVRE                          | 2 248   | 3,37 / 100,00   | 0,94 |
|                         | Iniciativa Liberal             | 1 163   | 1,74 / 100,00   | Novo |
|                         | Basta!                         | 1 162   | 1,74 / 100,00   | 0,58 |
|                         | Nós, Cidadãos!                 | 905     | 1,36 / 100,00   | Novo |
|                         | Outros (com menos de 1,00%)    | 1 272   | 1,90 / 100,00   |      |
| Votos Inválidos         | Votos Inválidos                | 3 301   | 4,95 / 100,00   | 2,38 |
| Total                   | Total                          | 66 684  | 100,00 / 100,00 |      |
| Eleitorado/Participação | Eleitorado/Participação        | 146 663 | 45,47 / 100,00  | 4,28 |

| Freguesia                                      | %     | %     | %     | %     | %    | %    | %    | %    | %    | %    | %    | Votantes |
| Freguesia                                      | PS    | PSD   | BE    | CDS   | PAN  | CDU  | A    | L    | IL   | B!   | NC!  | Votantes |
| ---------------------------------------------- | ----- | ----- | ----- | ----- | ---- | ---- | ---- | ---- | ---- | ---- | ---- | -------- |
| Algés, Linda-a-Velha e Cruz Quebrada - Dafundo | 28,64 | 18,85 | 10,75 | 9,46  | 7,03 | 6,83 | 4,10 | 3,61 | 1,76 | 1,63 | 1,34 | 19 311   |
| Barcarena                                      | 31,91 | 15,24 | 10,34 | 7,01  | 8,94 | 8,16 | 3,15 | 2,28 | 1,22 | 2,71 | 1,36 | 5 309    |
| Carnaxide e Queijas                            | 30,32 | 17,46 | 10,41 | 7,01  | 9,45 | 6,58 | 3,08 | 3,17 | 1,65 | 1,87 | 1,44 | 14 144   |
| Oeiras e São Julião da Barra                   | 27,72 | 19,19 | 11,27 | 10,11 | 7,47 | 5,62 | 3,64 | 3,72 | 2,03 | 1,41 | 1,32 | 22 952   |
| Porto Salvo                                    | 36,59 | 13,06 | 10,99 | 4,73  | 7,53 | 7,89 | 2,88 | 2,60 | 1,19 | 2,29 | 1,33 | 4 968    |
| Oeiras                                         | 29,53 | 17,95 | 10,84 | 8,62  | 7,88 | 6,54 | 3,56 | 3,37 | 1,74 | 1,74 | 1,36 | 66 684   |

### Sintra
| Partido                 | Partido                        | Votos   | %               | +/-  |
| ----------------------- | ------------------------------ | ------- | --------------- | ---- |
|                         | Partido Socialista             | 38 453  | 34,97 / 100,00  | 4,32 |
|                         | Partido Social Democrata       | 15 735  | 14,31 / 100,00  | -    |
|                         | Bloco de Esquerda              | 12 912  | 11,74 / 100,00  | 5,49 |
|                         | Coligação Democrática Unitária | 8 682   | 7,90 / 100,00   | 8,18 |
|                         | Pessoas–Animais–Natureza       | 8 277   | 7,53 / 100,00   | 4,67 |
|                         | CDS – Partido Popular          | 5 738   | 5,22 / 100,00   | -    |
|                         | Basta!                         | 3 016   | 2,74 / 100,00   | 1,59 |
|                         | Aliança                        | 2 545   | 2,31 / 100,00   | Novo |
|                         | LIVRE                          | 2 272   | 2,07 / 100,00   | 0,78 |
|                         | Nós, Cidadãos!                 | 1 260   | 1,15 / 100,00   | Novo |
|                         | Outros (com menos de 1,00%)    | 4 341   | 3,95 / 100,00   |      |
| Votos Inválidos         | Votos Inválidos                | 6 733   | 6,12 / 100,00   | 1,47 |
| Total                   | Total                          | 109 964 | 100,00 / 100,00 |      |
| Eleitorado/Participação | Eleitorado/Participação        | 317 863 | 34,59 / 100,00  | 1,62 |

| Freguesia                                     | %     | %     | %     | %    | %    | %     | %    | %    | %    | %    | Votantes |
| Freguesia                                     | PS    | PSD   | BE    | CDU  | PAN  | CDS   | B!   | A    | L    | NC!  | Votantes |
| --------------------------------------------- | ----- | ----- | ----- | ---- | ---- | ----- | ---- | ---- | ---- | ---- | -------- |
| Agualva e Mira-Sintra                         | 40,72 | 12,95 | 11,33 | 8,65 | 6,64 | 3,46  | 2,69 | 1,91 | 1,64 | 0,84 | 11 137   |
| Algueirão - Mem Martins                       | 34,40 | 13,55 | 12,16 | 7,88 | 8,10 | 5,17  | 3,09 | 2,40 | 2,26 | 1,10 | 18 480   |
| Almargem do Bispo, Pero Pinheiro e Montelavar | 38,38 | 17,67 | 8,47  | 7,57 | 5,46 | 5,39  | 2,68 | 1,35 | 1,51 | 0,87 | 5 417    |
| Cacém e São Marcos                            | 36,50 | 11,71 | 12,54 | 7,88 | 8,03 | 3,89  | 3,63 | 2,16 | 1,75 | 1,11 | 9 809    |
| Casal de Cambra                               | 39,51 | 13,85 | 8,91  | 7,06 | 6,42 | 4,81  | 3,27 | 1,85 | 1,33 | 1,20 | 3 242    |
| Colares                                       | 27,96 | 20,88 | 10,91 | 5,77 | 6,96 | 10,00 | 2,14 | 3,32 | 2,10 | 1,19 | 2 529    |
| Massamá e Monte Abraão                        | 34,58 | 14,50 | 13,11 | 8,68 | 7,28 | 4,68  | 2,24 | 2,46 | 2,46 | 1,27 | 15 073   |
| Queluz e Belas                                | 35,48 | 12,74 | 11,59 | 9,03 | 7,79 | 4,99  | 2,67 | 2,48 | 2,04 | 1,17 | 15 066   |
| Rio de Mouro                                  | 34,02 | 13,28 | 12,32 | 8,57 | 8,14 | 4,58  | 3,10 | 2,19 | 1,91 | 1,20 | 13 563   |
| São João das Lampas e Terrugem                | 31,89 | 19,00 | 10,42 | 5,74 | 8,26 | 5,60  | 2,04 | 1,74 | 1,89 | 0,93 | 5 353    |
| Sintra                                        | 29,48 | 17,32 | 11,63 | 5,50 | 7,33 | 9,10  | 2,08 | 3,15 | 2,76 | 1,52 | 10 295   |
| Sintra                                        | 34,97 | 14,31 | 11,74 | 7,90 | 7,53 | 5,22  | 2,74 | 2,31 | 2,07 | 1,15 | 109 964  |

### Sobral de Monte Agraço
| Partido                 | Partido                                         | Votos | %               | +/-  |
| ----------------------- | ----------------------------------------------- | ----- | --------------- | ---- |
|                         | Partido Socialista                              | 987   | 32,12 / 100,00  | 2,74 |
|                         | Coligação Democrática Unitária                  | 559   | 18,19 / 100,00  | 8,39 |
|                         | Partido Social Democrata                        | 397   | 12,92 / 100,00  | -    |
|                         | Bloco de Esquerda                               | 245   | 7,97 / 100,00   | 3,99 |
|                         | Pessoas–Animais–Natureza                        | 162   | 5,27 / 100,00   | 3,80 |
|                         | CDS – Partido Popular                           | 156   | 5,08 / 100,00   | -    |
|                         | Partido Comunista dos Trabalhadores Portugueses | 77    | 2,51 / 100,00   | 0,29 |
|                         | LIVRE                                           | 57    | 1,85 / 100,00   | 0,55 |
|                         | Aliança                                         | 56    | 1,82 / 100,00   | Novo |
|                         | Basta!                                          | 49    | 1,59 / 100,00   | 0,87 |
|                         | Outros (com menos de 1,00%)                     | 80    | 2,60 / 100,00   |      |
| Votos Inválidos         | Votos Inválidos                                 | 248   | 8,07 / 100,00   | 0,47 |
| Total                   | Total                                           | 3 073 | 100,00 / 100,00 |      |
| Eleitorado/Participação | Eleitorado/Participação                         | 8 359 | 36,76 / 100,00  | 2,21 |

| Freguesia              | %     | %     | %     | %    | %    | %    | %    | %    | %    | %    | Votantes |
| Freguesia              | PS    | CDU   | PSD   | BE   | PAN  | CDS  | PCTP | L    | A    | B!   | Votantes |
| ---------------------- | ----- | ----- | ----- | ---- | ---- | ---- | ---- | ---- | ---- | ---- | -------- |
| Santo Quintino         | 34,58 | 21,81 | 11,34 | 6,34 | 5,19 | 5,67 | 2,50 | 1,83 | 1,83 | 1,73 | 1 041    |
| Sapataria              | 32,40 | 14,91 | 10,52 | 9,01 | 7,08 | 4,51 | 1,82 | 2,47 | 1,61 | 1,61 | 932      |
| Sobral de Monte Agraço | 29,55 | 17,55 | 16,45 | 8,64 | 3,82 | 5,00 | 3,09 | 1,36 | 2,00 | 1,45 | 1 100    |
| Sobral de Monte Agraço | 32,12 | 18,19 | 12,92 | 7,97 | 5,27 | 5,08 | 2,51 | 1,85 | 1,82 | 1,59 | 3 073    |

### Torres Vedras
| Partido                 | Partido                        | Votos  | %               | +/-  |
| ----------------------- | ------------------------------ | ------ | --------------- | ---- |
|                         | Partido Socialista             | 8 465  | 33,93 / 100,00  | 3,39 |
|                         | Partido Social Democrata       | 5 061  | 20,29 / 100,00  | -    |
|                         | Bloco de Esquerda              | 2 383  | 9,55 / 100,00   | 4,94 |
|                         | Coligação Democrática Unitária | 1 661  | 6,66 / 100,00   | 5,91 |
|                         | CDS – Partido Popular          | 1 467  | 5,88 / 100,00   | -    |
|                         | Pessoas–Animais–Natureza       | 1 328  | 5,32 / 100,00   | 3,64 |
|                         | Aliança                        | 675    | 2,71 / 100,00   | Novo |
|                         | Basta!                         | 512    | 2,05 / 100,00   | 0,99 |
|                         | LIVRE                          | 381    | 1,53 / 100,00   | 0,62 |
|                         | Outros (com menos de 1,00%)    | 1 073  | 4,29 / 100,00   |      |
| Votos Inválidos         | Votos Inválidos                | 1 941  | 7,78 / 100,00   | 0,88 |
| Total                   | Total                          | 24 947 | 100,00 / 100,00 |      |
| Eleitorado/Participação | Eleitorado/Participação        | 68 041 | 36,66 / 100,00  | 1,60 |

| Freguesia                         | %     | %     | %     | %     | %    | %    | %    | %    | %    | Votantes |
| Freguesia                         | PS    | PSD   | BE    | CDU   | CDS  | PAN  | A    | B!   | L    | Votantes |
| --------------------------------- | ----- | ----- | ----- | ----- | ---- | ---- | ---- | ---- | ---- | -------- |
| A dos Cunhados e Maceira          | 31,61 | 22,94 | 9,35  | 4,85  | 5,72 | 5,94 | 2,60 | 2,60 | 1,35 | 3 113    |
| Campelos e Outeiro da Cabeça      | 31,28 | 29,26 | 6,56  | 4,04  | 6,36 | 3,63 | 2,02 | 3,63 | 0,71 | 991      |
| Carvoeira e Carmões               | 40,82 | 14,39 | 8,96  | 13,07 | 3,82 | 4,99 | 1,76 | 1,47 | 0,88 | 681      |
| Dois Portos e Runa                | 38,66 | 13,48 | 8,11  | 12,77 | 5,97 | 4,06 | 1,91 | 2,63 | 0,95 | 838      |
| Freiria                           | 31,50 | 27,68 | 7,19  | 2,45  | 6,57 | 4,89 | 2,45 | 2,60 | 1,38 | 654      |
| Maxial e Monte Redondo            | 46,66 | 14,42 | 7,00  | 9,97  | 3,71 | 4,35 | 1,17 | 0,95 | 1,06 | 943      |
| Ponte do Rol                      | 33,56 | 23,33 | 7,91  | 3,82  | 5,18 | 5,05 | 3,27 | 3,41 | 1,77 | 733      |
| Ramalhal                          | 35,62 | 15,64 | 9,40  | 8,77  | 4,34 | 4,61 | 2,17 | 1,90 | 1,99 | 1 106    |
| Santa Maria, São Pedro e Matacães | 31,23 | 18,30 | 11,38 | 8,09  | 6,08 | 5,83 | 3,55 | 1,89 | 2,01 | 8 953    |
| São Pedro da Cadeira              | 38,93 | 22,42 | 6,81  | 4,20  | 5,36 | 5,36 | 2,06 | 1,17 | 1,24 | 1 454    |
| Silveira                          | 31,59 | 21,39 | 10,90 | 4,42  | 6,48 | 5,85 | 2,68 | 2,33 | 1,39 | 2 871    |
| Turcifal                          | 38,36 | 18,76 | 9,24  | 7,07  | 6,22 | 4,52 | 2,73 | 1,13 | 0,85 | 1 061    |
| Ventosa                           | 39,19 | 26,34 | 6,07  | 3,36  | 7,23 | 4,00 | 1,10 | 1,68 | 1,10 | 1 549    |
| Torres Vedras                     | 33,93 | 20,29 | 9,55  | 6,66  | 5,88 | 5,32 | 2,71 | 2,05 | 1,53 | 24 947   |

### Vila Franca de Xira
| Partido                 | Partido                                         | Votos   | %               | +/-   |
| ----------------------- | ----------------------------------------------- | ------- | --------------- | ----- |
|                         | Partido Socialista                              | 15 634  | 35,34 / 100,00  | 4,59  |
|                         | Coligação Democrática Unitária                  | 6 668   | 15,07 / 100,00  | 11,20 |
|                         | Bloco de Esquerda                               | 4 950   | 11,19 / 100,00  | 5,43  |
|                         | Partido Social Democrata                        | 4 806   | 10,86 / 100,00  | -     |
|                         | Pessoas–Animais–Natureza                        | 2 882   | 6,51 / 100,00   | 4,46  |
|                         | CDS – Partido Popular                           | 1 692   | 3,82 / 100,00   | -     |
|                         | Basta!                                          | 1 119   | 2,53 / 100,00   | 1,68  |
|                         | LIVRE                                           | 846     | 1,91 / 100,00   | 0,44  |
|                         | Aliança                                         | 799     | 1,81 / 100,00   | Novo  |
|                         | Partido Comunista dos Trabalhadores Portugueses | 522     | 1,18 / 100,00   | 0,96  |
|                         | Outros (com menos de 1,00%)                     | 1 592   | 3,60 / 100,00   |       |
| Votos Inválidos         | Votos Inválidos                                 | 2 727   | 6,17 / 100,00   | 0,52  |
| Total                   | Total                                           | 44 237  | 100,00 / 100,00 |       |
| Eleitorado/Participação | Eleitorado/Participação                         | 112 936 | 39,17 / 100,00  | 1,21  |

| Freguesia                                  | %     | %     | %     | %     | %    | %    | %    | %    | %    | %    | Votantes |
| Freguesia                                  | PS    | CDU   | BE    | PSD   | PAN  | CDS  | B!   | L    | A    | PCTP | Votantes |
| ------------------------------------------ | ----- | ----- | ----- | ----- | ---- | ---- | ---- | ---- | ---- | ---- | -------- |
| Alhandra, Calhandriz e São João dos Montes | 34,76 | 21,12 | 10,54 | 9,33  | 5,43 | 3,52 | 2,29 | 1,45 | 1,47 | 1,30 | 4 545    |
| Alverca do Ribatejo e Sobralinho           | 35,40 | 15,81 | 11,48 | 10,68 | 6,54 | 3,47 | 2,32 | 2,01 | 1,70 | 1,23 | 12 089   |
| Castanheira do Ribatejo e Cachoeiras       | 37,06 | 17,75 | 10,70 | 9,90  | 5,03 | 4,47 | 1,69 | 1,49 | 1,21 | 1,25 | 2 485    |
| Póvoa de Santa Iria e Forte da Casa        | 34,72 | 10,79 | 11,58 | 12,12 | 8,06 | 3,65 | 3,07 | 2,18 | 2,04 | 0,91 | 13 148   |
| Vialonga                                   | 35,38 | 17,57 | 10,99 | 9,14  | 6,37 | 3,34 | 2,98 | 1,42 | 1,54 | 1,57 | 5 907    |
| Vila Franca de Xira                        | 36,25 | 14,83 | 10,64 | 11,73 | 4,67 | 5,36 | 1,88 | 2,14 | 2,26 | 1,17 | 6 063    |
| Vila Franca de Xira                        | 35,34 | 15,07 | 11,19 | 10,86 | 6,51 | 3,82 | 2,53 | 1,91 | 1,81 | 1,18 | 44 237   |